# سه پادشاهی
سه پادشاهی (چینی ساده: 三国; چینی سنتی: 三國; پین‌یین: Sān Guó) از ۲۲۰ تا ۲۸۰ بعد از میلاد تقسیم سه جانبه چین در میان ایالت‌های سلسله ای سائو وی، لیو شو هان و سون وو شرقی بود. دوره سه پادشاهی قبل از سلسله هان شرقی و بعد از آن سلسله جین غربی بود. ایالت کوتاه مدت یان در شبه جزیره لیائودونگ که از سال ۲۳۷ تا ۲۳۸ ادامه داشت، گاهی به عنوان «پادشاهی چهارم» در نظر گرفته می‌شود.
از نظر علمی، دوره سه پادشاهی به دوره بین تأسیس سائو وی در سال ۲۲۰ و فتح وو شرقی توسط جین غربی در سال ۲۸۰ اشاره دارد. بخش قبلی، «غیر رسمی» دوره، از سال ۱۸۴ تا ۲۲۰، با درگیری‌های داخلی آشفته بین جنگ‌سالاران در مناطق مختلف چین در طول سقوط سلسله هان شرقی مشخص شد. بخش میانی این دوره، از ۲۲۰ تا ۲۶۳، با ساختار نظامی پایدارتر بین سه ایالت رقیب سائو وی، شو هان و وو شرقی مشخص شد. بخش بعدی این دوره با فتح شو توسط وی در سال ۲۶۳، غصب سائو وی توسط جین غربی در سال ۲۶۶ و فتح وو شرقی توسط جین غربی در سال ۲۸۰ مشخص شد.
دوره سه پادشاهی یکی از خونین‌ترین دوره‌های تاریخ چین است. سرشماری سراسری که در سال ۲۸۰ بعد از میلاد انجام شد، پس از اتحاد مجدد سه پادشاهی تحت جین، مجموعاً ۲٬۴۵۹٬۸۴۰ خانوار و ۱۶٬۱۶۳٬۸۶۳ نفر را نشان می‌دهد که تنها کسری از ۱۰٬۶۷۷٬۹۶۰ خانوار بود، و ۵۶٬۴۸۶٬۸۵۶ نفر در دوره هان را گزارش شدند. در حالی که ممکن است سرشماری به دلیل عوامل متعدد آن زمان دقیق نبوده‌است، در سال ۲۸۰، جین تلاش کرد تا در صورت امکان، همه افراد را در نظر بگیرد.
در این دوره فناوری پیشرفت چشمگیری داشت. صدراعظم شو ، ژوگه لیانگ، گاو نر چوبی را اختراع کرد، پیشنهاد کرد که شکل اولیه چرخ دستی باشد، و در کمان پولادی بهبود بخشید. مهندس مکانیک وی، ما جون، به عقیده بسیاری همتای سلف خود ژانگ هنگ است. او یک تئاتر عروسکی با نیروی هیدرولیک و مکانیکی که برای امپراتور مینگ وی طراحی شده بود، پمپ‌های زنجیره‌ای پالت مربعی برای آبیاری باغ‌ها در لوئویانگ، و طراحی مبتکرانه ارابه‌ای به سمت جنوب، یک قطب‌نمای جهت دار غیر مغناطیسی که توسط چرخ دنده‌های دیفرانسیل کار می‌کرد، اختراع کرد.
اگرچه این دوره تاریخی نسبتاً کوتاه است، اما در فرهنگ‌های چین، ژاپن، کره و ویتنام بسیار رمانتیک شده‌است. در اپراها، داستان‌های عامیانه، رمان‌ها و در زمان‌های اخیر، فیلم‌ها، تلویزیون و بازی‌های ویدیویی مورد تجلیل و محبوبیت قرار گرفته‌است. شناخته شده‌ترین آنها رمان عاشقانه سه پادشاهی لو گوانژونگ است، رمان تاریخی سلسله مینگ که بر اساس رویدادهای دوره سه پادشاهی است. سوابق تاریخی معتبر این دوره، سوابق چن شو از سه پادشاهی، همراه با حاشیه نویسی‌های بعدی پی سونگجی از متن است.
اصطلاح انگلیسی زبان «سه پادشاهی» نوعی نام اشتباه است، زیرا هر ایالت در نهایت نه توسط یک پادشاه، بلکه توسط امپراتوری که ادعای حاکمیت بر تمام چین را داشت، اداره می‌شد. با این وجود، اصطلاح «سه پادشاهی» در میان متخصصان چین‌شناسی انگلیسی زبان استاندارد شده‌است.